# Tom Felton
Thomas Andrew Felton (n. 22 septembrie 1987, Epsom, Marea Britanie) este un actor. În timpul liber pe lângă cariera de actor mai este și cântăreț.

## Biografie

### Tinerețe
Thomas Andrew Felton s-a născut în Epsom, Marea Britanie. Are trei frați: Jonathan, Chris și Ashley. Thomas este cel mai mic din familie. Acum Thomas are un câine pe nume Willow.
În copilărie, Thomas a cântat în patru coruri, dintre care prima a fost biserica, în care a cântat de la vârsta de 7 ani. De la vârsta de 11 ani a fost foarte interesat de pescuit.
A fost educat la Școala Cranmore din West Horsley, apoi la Școala Howard of Effingham, o școală secundară din Surrey.

### Carieră
Thomas din copilărie a demonstrat talente în actorie și muzică. La vârsta de 10 ani, cu implicarea unei actrițe, un prieten apropiat al familiei, Tom a mers la un studio de film, unde a participat la un casting. Peste două săptămâni mai târziu a primit un rol în filmul „The Burrowers” ("Hoții").
Thomas a devenit cu adevărat cunoscut pentru rolul său în „Harry Potter”, Draco Malfoy, fiul lui Lucius Malfoy, reprezentant al unei familii nobile și susținător al caracterului negativ central al lui Lord Voldemort.

## Filmografie

### Filme
| An   | Titlu                                         | Rol                | Note |
| ---- | --------------------------------------------- | ------------------ | --- |
| 1997 | The Borrowers                                 | Peagreen Clock     | |
| 1999 | Anna and the King                             | Louis T. Leonowens | |
| 2001 | Harry Potter and the Philosopher's Stone      | Draco Malfoy       | Released as Harry Potter and the Sorcerer's Stone in other countries Nominated-Young Artist Award for Best Ensemble in a Feature Film Nominated-Young Artist Award for Best Performance in a Feature Film: Supporting Young Actor |
| 2002 | Harry Potter and the Chamber of Secrets       | Draco Malfoy       | |
| 2004 | Harry Potter and the Prisoner of Azkaban      | Draco Malfoy       | |
| 2005 | Harry Potter and the Goblet of Fire           | Draco Malfoy       | |
| 2007 | Harry Potter and the Order of the Phoenix     | Draco Malfoy       | |
| 2009 | The Disappeared                               | Simon              | |
| 2009 | Harry Potter and the Half-Blood Prince        | Draco Malfoy       | MTV Movie Award for Best Villain Scream Award for Best Ensemble |
| 2010 | Harry Potter and the Deathly Hallows – Part 1 | Draco Malfoy       | MTV Movie Award for Best Villain Teen Choice Award for Movie: Villain |
| 2010 | White Other                                   | Ray Marsden        | Short Film |
| 2010 | Get Him to the Greek                          | Himself            | Cameo |
| 2010 | 13Hrs                                         | Gary Ashby         | |
| 2011 | Harry Potter and the Deathly Hallows – Part 2 | Draco Malfoy       | MTV Movie Award for Best Cast Nominated – Scream Award for Best Ensemble |
| 2011 | Rise of the Planet of the Apes                | Dodge Landon       | |
| 2012 | The Apparition                                | Patrick            | |
| 2012 | From the Rough                                | Edward             | |
| 2013 | Fangs of War 3D                               | Dr. John Seward    | |
| 2013 | Grace and Danger                              | Carnaby            | |
| 2013 | Belle                                         | James Ashford      | |
| 2013 | In Secret                                     | Camille Raquin     | |
| 2014 | Against the Sun                               | Tony Pastula       | |
| 2016 | Risen                                         | Lucius             | |
| 2016 | Stratton: First Into Action                   | Cummings           | Filming |
| 2016 | Sheep and Wolves                              | Grey (voice)       | Filming; English dub |
| 2016 | Megan Leavey                                  | Andrew Dean        | Filming |
| 2016 | A United Kingdom                              | Rufus Lancaster    | Post-production |

### TV
| An   | Titlu                          | Rol                | Note                      |
| ---- | ------------------------------ | ------------------ | ------------------------- |
| 1998 | Bugs                           | James              | 1 episode (Pandoras' Box) |
| 1999 | Second Sight                   | Thomas Ingham      | TV film                   |
| 2000 | Second Sight 2: Hide and Seek  | Thomas Ingham      | TV film                   |
| 2005 | Home Farm Twins                | Adam Baker         |                           |
| 2013 | Labyrinth                      | Viscount Trencavel |                           |
| 2013 | Full Circle                    | Tim                | TV miniseries             |
| 2014 | Murder in the First            | Erich Blunt        | Series Regular            |
| 2015 | Tom Felton Meets The Superfans | Interviewer        | Debut regizoral           |

## Discografie

### EP-uri
- Time Well Spent (2008)
- All I Need (2008)
- In Good Hands (2009)
- Hawaii (2011)

### Single-uri
- "Silhouettes in Sunsets" (2008)
- "If You Could Be Anywhere" (2010)